# Olivia Bucio
Olivia Bucio  (Uruapan, Michoacán, Mexikó, 1954. október 26. –) mexikói színésznő.

## Élete és pályafutása
1954. október 26-án született Uruapanban.
Első telenovellaszerepét 1980-ban kapta a Conflictos de un médico című sorozatban. 2001-ben Gertrudis Rivero szerepét játszotta Az ősforrás című telenovellában. 2004-ben szerepet kapott a  Rubí, az elbűvölő szörnyetegben. 2008-ban megkapta Diana szerepét A szerelem nevében című sorozatban.

## Filmográfia

### Telenovellák
- Ana három arca (2016) .... Nerina Lazcano de Padilla
- Hasta el fin del mundo (2014) .... Greta Bandy Vda. de Ripoll
- Quiero amarte (2013-2014) .... Dolores Morales de Valdez
- A szív parancsa (Amor bravío) (2012) .... Agustina Santos Vda. de Monterde / ex de Díaz / de Ferrer
- Időtlen szerelem (Cuando me enamoro) (2010-2011) .... Inés Fonseca de Del Valle
- A szerelem nevében (En nombre del amor) (2008-2009) .... Gudelia Noriega / Diana Noriega de Sáenz
- Szerelempárlat (Destilando amor) (2007) .... Fedra Iturbe de Montalvo
- Muchachitas como tu (2007) .... Graciela Luna
- Alborada (2005-2006) .... Asunción Díaz Montero de Escobar
- Rubí, az elbűvölő szörnyeteg (Rubí) (2004) .... Carla Ruiz de Cárdenas
- Alegrijes y rebujos (2003-2004) .... Teresa Agüayo
- Amor real (2003) .... énekes a színházban
- Cómplices al rescate (2002) .... Marcela Ricca
- Az ősforrás (El manantial) (2001-2002) .... Gertrudis Rivero
- Barátok és szerelmek (Locura de amor) (2000) .... Irene Ruelas
- Ángela (1998) .... Yolanda Rivas
- Pueblo chico, infierno grande (1997) .... Eloísa Ruán
- Sentimientos ajenos (1996) .... Eva Barrientos
- Alondra (1995) .... Carmelina Hernández de Díaz
- Amor de nadie (1990) .... Lena
- Amor en silencio (1988) .... Elena Robles
- El amor nunca muere (1982) .... Gloria
- Conflictos de un médico (1980) .... Isabel

### Sorozatok
- Mujeres asesinas .... Elsa (2009) - Cecilia, prohibida.
- S.O.S.: Sexo y otros secretos (2007)